# Dissé-sous-le-Lude
Dissé-sous-le-Lude ist eine Commune déléguée in der französischen Gemeinde Le Lude mit 483 Einwohnern (Stand: 1. Januar 2022) im Département Sarthe in der Region Pays de la Loire. Die Einwohner werden Disséens genannt.
Am 1. Januar 2018 wurde die Gemeinde Dissé-sous-le-Lude nach Le Lude eingemeindet. Sie gehörte zum Arrondissement La Flèche und zum Kanton Le Lude.

## Geographie
Dissé-sous-le-Lude liegt etwa 39 Kilometer südlich von Le Mans am Fluss Marconne. Umgeben wird Dissé-sous-le-Lude von den Ortschaften Le Lude im Norden und Nordosten, Broc im Osten und Südosten, Chigné im Süden und Südwesten sowie Savigné-sous-le-Lude im Westen.

## Bevölkerungsentwicklung
| Jahr                      | 1962 | 1968 | 1975 | 1982 | 1990 | 1999 | 2006 | 2013 |
| Einwohner                 | 627  | 594  | 591  | 649  | 594  | 556  | 554  | 564  |
| Quelle: Cassini und INSEE |      |      |      |      |      |      |      |      |

## Sehenswürdigkeiten
- Menhir von Lorrière
- Kirche Saint-Martin-de-Vertou aus dem 11. Jahrhundert, Umbauten aus dem 15. Jahrhundert, abgebrannt und 1869 wieder errichtet
- Schloss Lorrière aus dem 15. Jahrhundert, zwischen 1865 und 1875 erheblich umgestaltet
- Schloss La Cour-de-Broc aus dem 17. Jahrhundert
- Schloss Le Mortier, Umbauten aus dem 16., 17. und 19. Jahrhundert
- Priorei Sainte-Marie (auch: Kloster Le Raillon) mit Kapelle aus dem 11./12. Jahrhundert, Umbauten aus dem 15. Jahrhundert
- Herrenhaus von La Giraudière aus dem 16./17. Jahrhundert

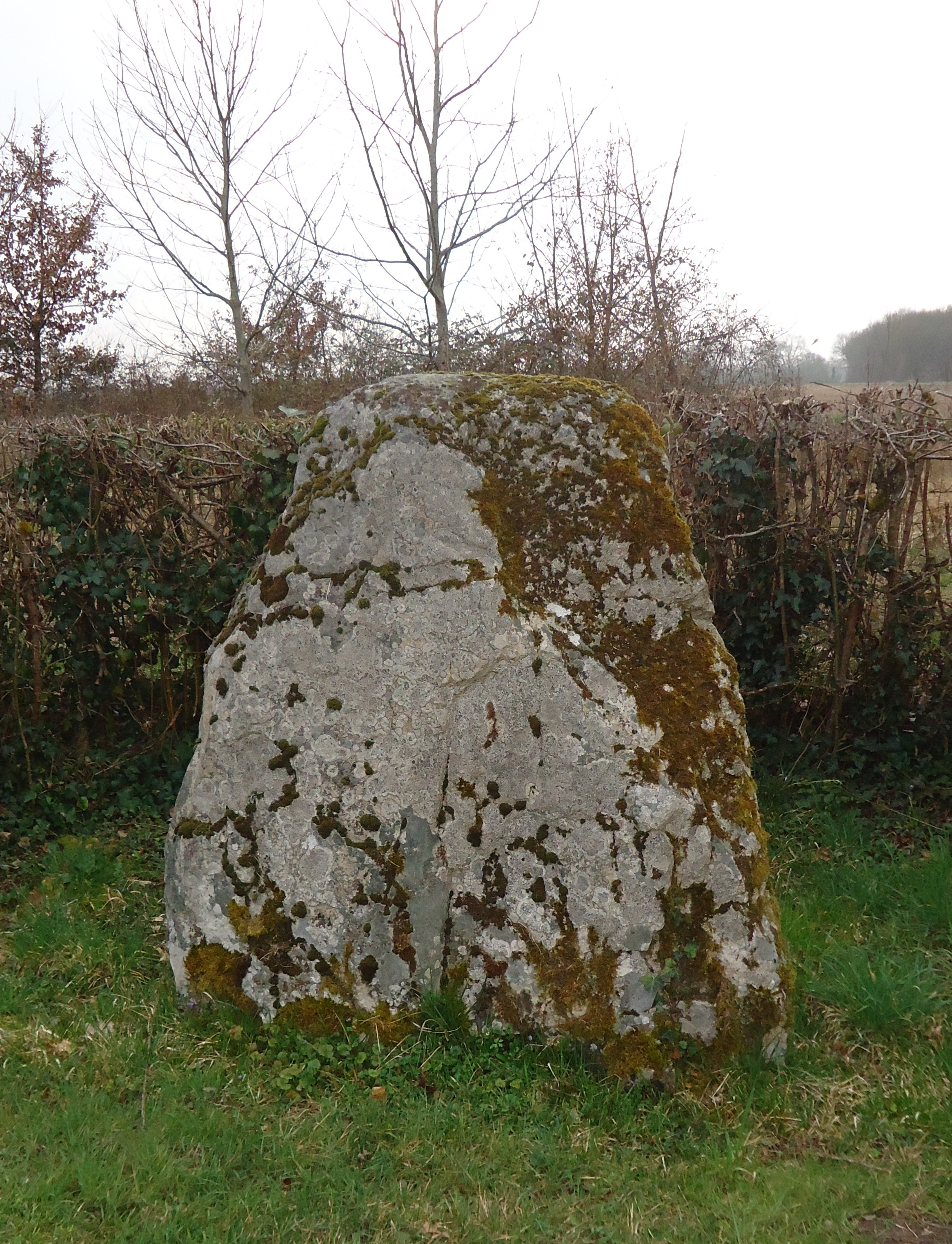
Menhir von Lorrière
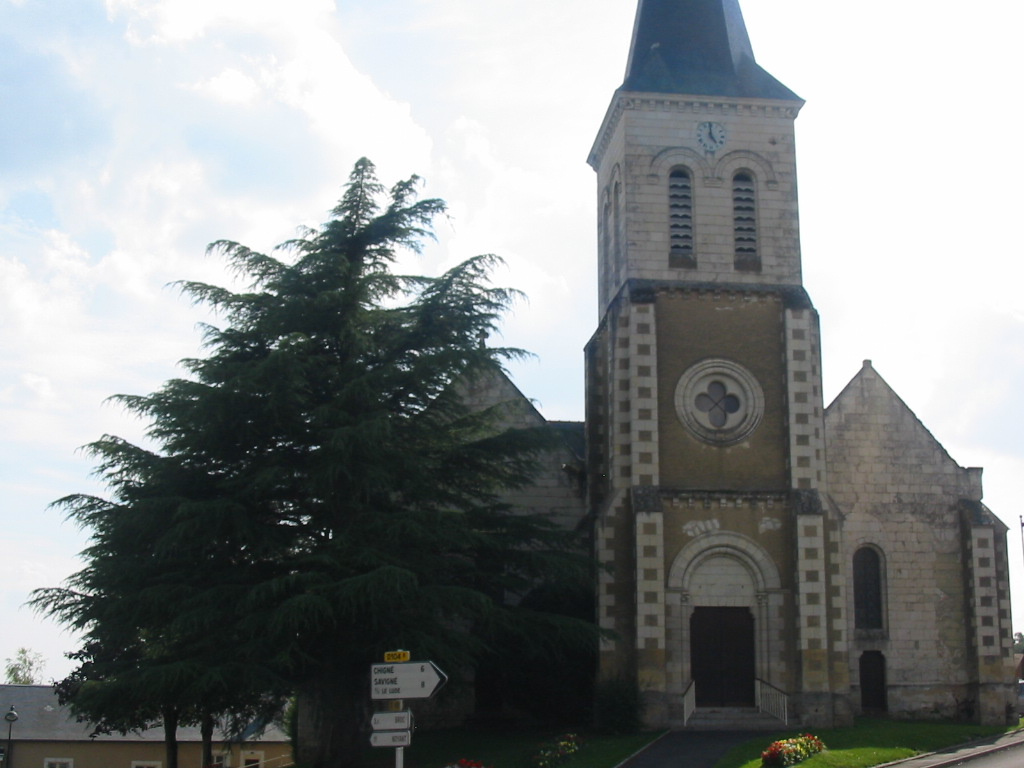
Kirche Saint-Martin-de-Vertou
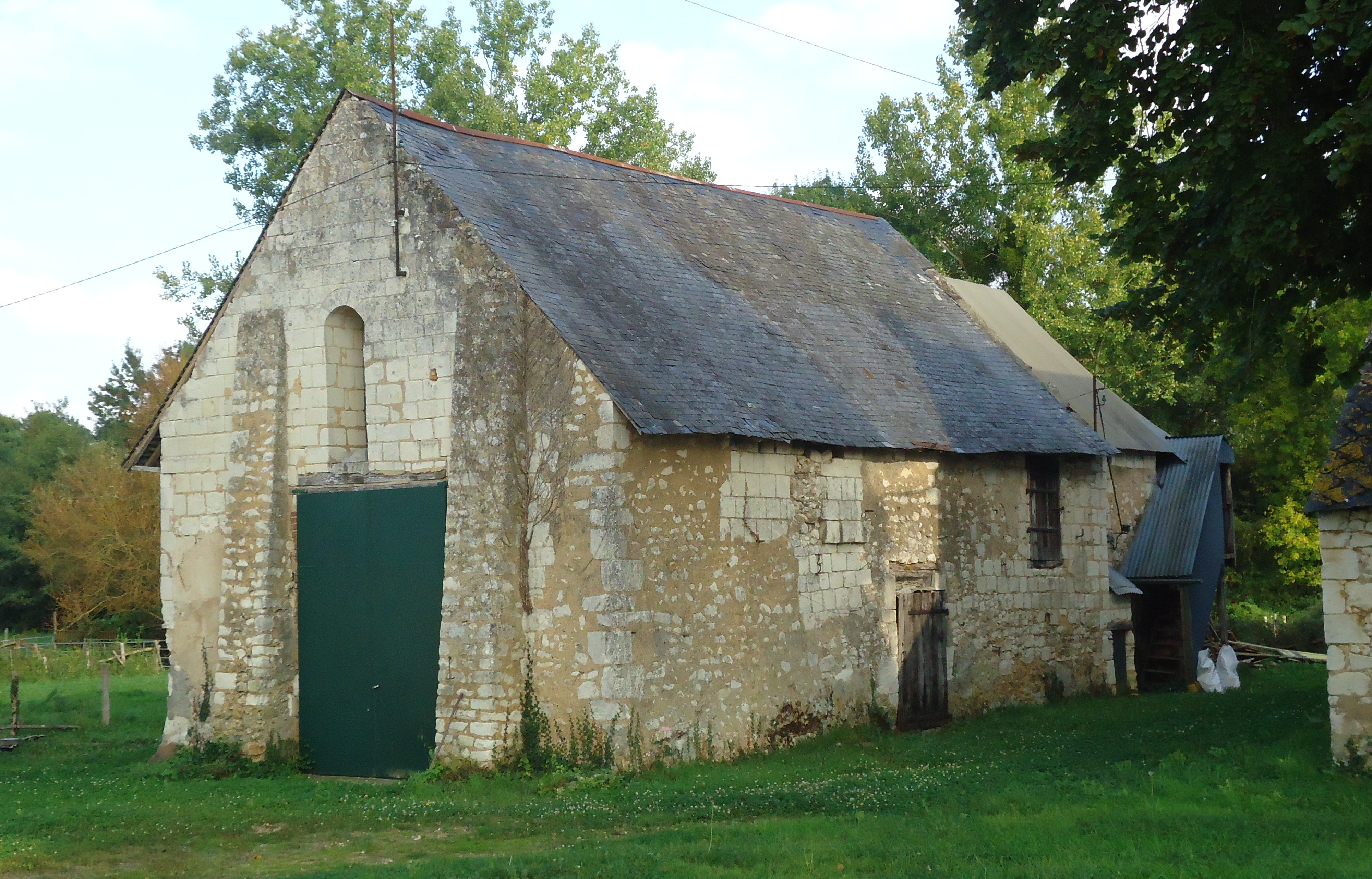
Kapelle der Priorei Sainte-Marie